# Questão irlandesa

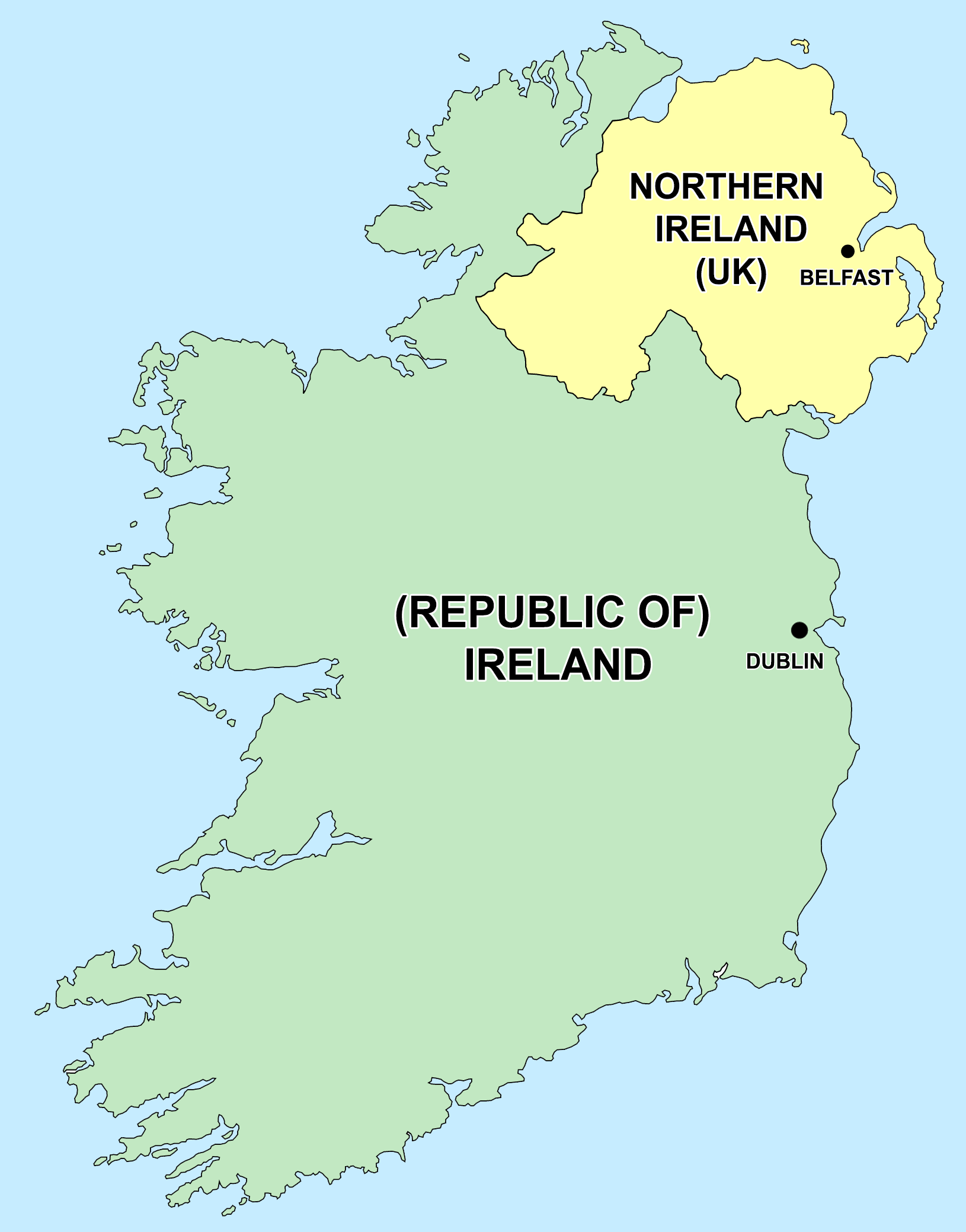
Um mapa político da Irlanda

A questão irlandesa foi  um termo usado principalmente por membros das classes dominantes britânicas do início do século XIX até a década de 1920. Foi usado para descrever o nacionalismo irlandês e os apelos à independência irlandesa.
O termo ganhou destaque como resultado do Ato de União de 1800 que forçou o Parlamento da Irlanda dentro de um órgão de governo único com o Parlamento da Grã-Bretanha, com sede em Westminster, com seu uso persistindo até a assinatura do Tratado Anglo-Irlandês em 1921, que dividiu a ilha em dois territórios: um estado chamado atualmente de Irlanda (que foi originalmente chamado de Estado Livre Irlandês), e a Irlanda do Norte, que continua a fazer parte do Reino Unido.
Em 1844, um futuro primeiro-ministro britânico, Benjamin Disraeli, definiu a questão irlandesa:
 A densidade populacional, em situação de extrema miséria, habita uma ilha onde há uma igreja estabelecida, a qual não é a sua Igreja, e uma aristocracia territorial, a mais rica das quais vivem em capitais estrangeiras. Assim, você tem uma população faminta, uma aristocracia ausente, e uma Igreja de estrangeiros; e, além disso, um executivo mais fraco do mundo. Eis a questão irlandesa. “— Hansard
Em 1886, com a introdução da primeira Home Rule Bill na Câmara dos Comuns, o termo "disputa anglo-irlandesa”  ganhou favor e tornou-se mais aceitável do que a condescendência implícita de 'questão irlandesa'.
Questões relacionadas com a Irlanda do Norte desde a década de 1920 são muitas vezes referidas como "The Troubles" ou "problema irlandês".
A questão irlandesa afetou a política britânica da mesma forma que o problema das nacionalidades afetava a Áustria. Questões nacionais britânicas normais não poderiam ser adequadamente tratadas por causa das divisões políticas criadas pela opressão da Irlanda. A divisão do Partido Liberal prejudicou a causa de uma nova reforma social e política. As pessoas que poderiam concordar sobre reformas, não concordavam com a Irlanda e a Irlanda parecia mais importante. Como os dois partidos tradicionais não conseguiram lidar com as questões sociais, na virada do século XX o Partido Trabalhista recém-organizado passou a preencher o vácuo.